# Falciot cuaespinós de Chapman
El falciot cuaespinós de Chapman (Chaetura chapmani) és una espècie d'ocell de la família dels apòdids (Apodidae) que habita els boscos i camp obert a les terres baixes per l'est dels Andes des de Colòmbia, Veneçuela, illa de Trinitat, Guaiana, est del Perú, i oest, centre i nord-est del Brasil, a l'est d'Estat d'Acre, centre de Mato Grosso, est de Pará i l'Estat d'Amapá.